# Matsi (Varbla)
Matsi – wieś w Estonii, w prowincji Parnawa, w gminie Varbla.